# Heather Bishop
Heather Bishop (25 de abril de 1949) es una cantautora de folk canadiense conocida principalmente por su trabajo como defensora de la justicia social y en el campo de la música folk y la música infantil. Por su dedicación a la justicia social, ha sido galardonada con la Orden de Canadá, la Orden de Manitoba y un doctorado honoris causa en Derecho, entre muchos otros premios.

## Biografía
Nacida en Regina, Saskatchewan, Bishop estudió piano cuando era niña, empezó a tocar la guitarra en su adolescencia y luego tomó lecciones de canto en Winnipeg con Alicja Seaborn. En 1969, obtuvo un Bachelor of Arts (grado universitario) en artes en Regina. A principios de la década de 1970, formó parte de la banda de baile de mujeres Walpurgis Night, primero como pianista y luego como cantante. En 1976, comenzó su carrera en solitario en el Regina Folk Festival.

## Carrera profesional
Bishop ha estado activa en la escena folk desde finales de la década de 1960. Dado su considerable poder y calidez, se convirtió en la década de 1980 en una de las principales intérpretes de Canadá tanto en la música feminista como en la infantil. Ha aparecido en docenas de festivales folclóricos, incluida su intervención inaugural en el Festival de Música Folk de Winnipeg de 1976, y el Festival folclórico del condado de Ontario. También ha jugado un papel fundamental en numerosos festivales infantiles internacionales tanto en Canadá como en los Estados Unidos. Bishop ha sido una artista invitada habitual en los espectáculos de Fred Penner, aclamado internacionalmente.
En 1976 fundó la compañía Mother of Pearl Records. Grabó su primer álbum para niños, Belly Button: A Collection of Songs for Children en 1982, y tiene 15 álbumes en su haber, incluyendo nominaciones a Juno por A Taste of the Blues de 1987 y Chickee's on the Run de 1997. Bishop también es una destacada activista social, que defiende causas como la justicia social, los sindicatos, el ecologismo, los derechos LGBT, los derechos de los animales y la seguridad de los niños. Fue nombrada miembro de la Orden de Canadá en 2005, la Orden de Manitoba (2001), un Doctorado Honorífico en Derecho de la Universidad de Brandon (2011) y la Medalla del jubileo de diamante de la reina Isabel II (2012).

## Discografía
- Grandmother's Song, 1979
- Celebration, 1980
- Belly Button: A Collection of Songs for Children, 1982
- I Love Women Who Laugh, 1982
- A Taste of the Blues, 1987
- Walk That Edge, 1989
- Old, New, Borrowed, Blue, 1992
- A Duck in New York City, 1994
- Purple People Eater, 1994
- Chickee's on the Run, 1997
- Daydream Me at Home, 1997
- Heather Bishop Live!, 2001
- A Tribute to Peggy Lee, 2004
- My Face is a Map of My Time Here, 2009
- The Montreal Sessions, 2016